# Ерзинкян, Маро Суреновна
Маро Суреновна Ерзинкян (в замужестве — Сароян) (арм. Մարո Սուրենի Երզնկյան (Սարոյան); 4 января 1920 — 29 марта 1990, Москва, СССР) — советская и армянская сценаристка. Член Союза кинематографистов СССР.

## Биография
Родилась 4 января 1920 года на территории будущей Армянской ССР в семье большевистского деятеля Сурена Ерзинкяна. Через несколько лет после рождения переехала в Москву и в 1943 году поступила на сценарный факультет ВГИКа, который окончила в 1947 году, при этом в кино работала с 1942 года. Написала ряд сценариев для кинематографа, из которых экранизировано 14.
Скончалась 29 марта 1990 года в Москве.

### Личная жизнь
Маро Ерзинкян была замужем трижды:
- Первым супругом являлся некий Сароян. Это был единственный официальный брак, два последующих брака являлись гражданскими.
- Вторым супругом являлся литературовед Платон Набоков
- Третьим супругом являлся художник Анатолий Морозов

## Фильмография

### Сценаристка
- 1943 — Жена гвардейца
- 1949 — Чудесный колокольчик
- 1954 — Тайна горного озера
- 1955 — В поисках адресата
- 1956 — Сердце поёт
- 1958 — Жизнь прошла мимо
- 1961 —
  - Песня зовёт
  - Сплав
- 1965 —
  - Мечта моя
  - Служебный лифт
- 1966 — Чернушка
- 1968 — Именем закона
- 1972 — Возвращение к жизни
- 1974 — По следам Чарвадаров